# Ronde van Vlaanderen 1971
De 55ste editie van de Ronde van Vlaanderen werd verreden op 4 april 1971 over een afstand van 268 km van Gent naar Gentbrugge. De gemiddelde snelheid van de winnaar was 43,225 km/h.

## Koersverloop
Eddy Merckx probeerde het peloton open te breken maar slaagde daar niet in. Een gesloten peloton bereikte de finish. Evert Dolman plaatste op het ultieme moment een laatste aanval en hield 2 seconden over op Frans Kerremans die de spurt van de groep won.

## Hellingen
| - Kwaremont - Kruisberg - Edelareberg | - Stokstraat - Muur - Bosberg | - Valkenberg - Berg Hostellerie |

## Uitslag
| rang | renner                 | land       | ploeg                    | tijd     |
| ---- | ---------------------- | ---------- | ------------------------ | -------- |
| 1    | Evert Dolman           | Nederland  | Flandria-Mars            | 6h12'00" |
| 2    | Frans Kerremans        | België     | Hertekamp-Magniflex-Novy | op 2"    |
| 3    | Cyrille Guimard        | Frankrijk  | Fagor-Mercier-Hutchinson | z.t.     |
| 4    | Georges Van Coningsloo | België     | Molteni                  | z.t.     |
| 5    | Frans Mintjens         | België     | Molteni                  | z.t.     |
| 6    | Jan Janssen            | Nederland  | Bic                      | z.t.     |
| 7    | Jan Krekels            | Nederland  | Goudsmit-Hoff            | z.t.     |
| 8    | Antoine Houbrechts     | België     | Salvarani                | z.t.     |
| 9    | Ole Ritter             | Denemarken | Dreher                   | z.t.     |
| 10   | Frans Maes             | België     | Goldor                   | z.t.     |

1913 · 
1914 · 
1915 · 
1916 · 
1917 · 
1918 · 
1919 · 
1920 · 
1921 · 
1922 · 
1923 · 
1924 · 
1925 · 
1926 · 
1927 · 
1928 · 
1929 · 
1930 · 
1931 · 
1932 · 
1933 · 
1934 · 
1935 · 
1936 · 
1937 · 
1938 · 
1939 · 
1940 · 
1941 · 
1942 · 
1943 · 
1944 · 
1945 · 
1946 · 
1947 · 
1948 · 
1949 · 
1950 · 
1951 · 
1952 · 
1953 · 
1954 · 
1955 · 
1956 · 
1957 · 
1958 · 
1959 · 
1960 · 
1961 · 
1962 · 
1963 · 
1964 · 
1965 · 
1966 · 
1967 · 
1968 · 
1969 · 
1970 · 
1971 · 
1972 · 
1973 · 
1974 · 
1975 · 
1976 · 
1977 · 
1978 · 
1979 · 
1980 · 
1981 · 
1982 · 
1983 · 
1984 · 
1985 · 
1986 · 
1987 · 
1988 · 
1989 · 
1990 · 
1991 · 
1992 · 
1993 · 
1994 · 
1995 · 
1996 · 
1997 · 
1998 · 
1999 · 
2000 · 
2001 · 
2002 · 
2003 · 
2004 · 
2005 · 
2006 · 
2007 · 
2008 · 
2009 · 
2010 · 
2011 · 
2012 · 
2013 · 
2014 · 
2015 · 
2016 · 
2017 · 
2018 · 
2019 · 
2020 · 
2021 · 
2022 · 
2023 · 
2024
Lijst van beklimmingen